# 2181 Fogelin
2181 Fogelin је астероид главног астероидног појаса са средњом удаљеношћу од Сунца која износи 2,591 астрономских јединица (АЈ).
Апсолутна магнитуда астероида је 12,1.